# Сабіна Сіммондс
Сабіна Сіммондс (італ. Sabina Simmonds; нар. 17 квітня 1960) — колишня італійська тенісистка. Брала участь у Кубку Біллі Джин Кінг з 1978 до 1984 року.
Найвищу одиночну позицію світового рейтингу — 31 місце досягла 14 лютого 1983 року.
Найвищим досягненням на турнірах Великого шолома був півфінал у парному розряді.

## Фінали турнірів WTA

### Одиночний розряд: 2 (2 поразки)
| Результат | Ранг | Дата     | Турнір                  | Покриття | Суперник        | Рахунок       |
| --------- | ---- | -------- | ----------------------- | -------- | --------------- | ------------- |
| Поразка   | 1.   | Жов 1978 | Barcelona Open, Іспанія | Ґрунт    | Гана Мандлікова | 1–6, 7–5, 3–6 |
| Поразка   | 2.   | Лис 1981 | Hong Kong Tennis Open   | Тверде   | Венді Тернбулл  | 3–6, 4–6      |

## Фінали ITF

### Одиночний розряд (7–9)
| Легенда         |
| --------------- |
| $25,000 турніри |
| $15,000 турніри |

| Результат | Ранг | Дата            | Турнір                          | Покриття | Суперник               | Рахунок       |
| --------- | ---- | --------------- | ------------------------------- | -------- | ---------------------- | ------------- |
| Поразка   | 1.   | 18 квітня 1976  | ITF Сецце, Італія               | Ґрунт    | Кріс О'Ніл             | 3–6, 1–6      |
| Поразка   | 2.   | 11 липня 1976   | ITF Ментон, Франція             | Ґрунт    | Монік Ван Гавер        | 4–6, 7–5, 2–6 |
| Поразка   | 3.   | 16 квітня 1978  | ITF Турин, Італія               | Ґрунт    | Гана Страхонова        | 1–6, 1–6      |
| Поразка   | 4.   | 14 травня 1978  | ITF Рим, Італія                 | Ґрунт    | Марджорі Блеквуд       | 1–6, 6–0, 5–7 |
| Поразка   | 5.   | 15 травня 1979  | ITF Монте-Карло, Монако         | Ґрунт    | Гельга Ніссен Мастгофф | 3–6, 1–6      |
| Перемога  | 6.   | 24 липня 1979   | ITF Женева, Швейцарія           | Ґрунт    | Сенді Коллінз          | 6–3, 6–3      |
| Перемога  | 7.   | 12 серпня 1979  | ITF Таорміна, Італія            | Ґрунт    | Кармен Переа           | 6–4, 7–6      |
| Поразка   | 8.   | 31 серпня 1980  | ITF Штутгарт, Західна Німеччина | Ґрунт    | Клаудія Коде-Кільш     | 7–5, 0–6, 2–6 |
| Перемога  | 9.   | 26 липня 1981   | ITF П'ємонт, Італія             | Ґрунт    | Йоніта Неслі           | 6–4, 7–5      |
| Поразка   | 10.  | 2 серпня 1981   | ITF Пезаро, Італія              | Ґрунт    | Леа Піхова             | 0–6, 1–6      |
| Перемога  | 11.  | 16 серпня 1981  | ITF Ніколозі, Італія            | Ґрунт    | Леа Піхова             | 6–1, 4–6, 6–3 |
| Поразка   | 12.  | 23 серпня 1981  | ITF Катанія, Італія             | Ґрунт    | Леа Піхова             | 3–6, 7–6, 5–7 |
| Перемога  | 13.  | 30 серпня 1981  | ITF Штутгарт, Західна Німеччина | Ґрунт    | Андреа Темешварі       | 6–3, 7–5      |
| Перемога  | 14.  | 14 лютого 1982  | ITF Бейкерсфілд, США            | Тверде   | Лі Антонопліс          | 6–2, 6–1      |
| Перемога  | 15.  | 10 липня 1983   | ITF Гштад, Швейцарія            | Ґрунт    | Крістіан Жоліссен      | 6–3, 6–7, 6–3 |
| Поразка   | 16.  | 15 вересня 1986 | ITF Софія, Болгарія             | Ґрунт    | Маріанне ван дер Торре | 4–6, 2–6      |

### Парний розряд (4–5)
| Результат | Ранг | Дата           | Турнір                          | Покриття | Партнер           | Суперники                        | Рахунок       |
| --------- | ---- | -------------- | ------------------------------- | -------- | ----------------- | -------------------------------- | ------------- |
| Поразка   | 1.   | 10 серпня 1980 | ITF Форт-Маєрс, США             | Ґрунт    | Керрі Меєр        | Даян Десфор Барбара Геллквіст    | 3–6, 1–6      |
| Поразка   | 2.   | 31 серпня 1980 | ITF Штутгарт, Західна Німеччина | Ґрунт    | Еллі Аппел-Вессіс | Клаудія Коде-Кільш Ева Пфафф     | 3–6, 4–6      |
| Перемога  | 3.   | 5 квітня 1981  | ITF Наполі, Італія              | Ґрунт    | Флоренца Міхай    | Ніна Бом Åsa Flodin              | 7–6, 6–4      |
| Поразка   | 4.   | 12 квітня 1981 | ITF Катанія, Італія             | Ґрунт    | Флоренца Міхай    | Марцела Скугерська Леа Піхова    | 2–6, 3–6      |
| Поразка   | 5.   | 19 квітня 1981 | ITF Таранто, Італія             | Ґрунт    | Флоренца Міхай    | Марцела Скугерська Леа Піхова    | 2–6, 3–6      |
| Перемога  | 6.   | 26 липня 1981  | ITF Loano, Італія               | Ґрунт    | Івона Кучиньська  | Katalin Farkas Éva Rózsavölgyi   | 6–3, 6–1      |
| Перемога  | 7.   | 9 серпня 1981  | ITF Сецце, Італія               | Ґрунт    | Івона Кучиньська  | Кріс О'Ніл Міммі Вікстедт        | 6–0, 6–4      |
| Перемога  | 8.   | 16 серпня 1981 | ITF Ніколозі, Італія            | Ґрунт    | Івона Кучиньська  | Андреа Тьєцці Беатріс Вільяверде | 6–3, 6–1      |
| Поразка   | 9.   | 15 квітня 1985 | ITF Казерта, Італія             | Ґрунт    | Габріела Діну     | Патріція Мурго Барбара Романо    | 6–4, 5–7, 4–6 |